# Kościół Świętego Andrzeja Boboli w Krotoszynie
Kościół Świętego Andrzeja Boboli w Krotoszynie – rzymskokatolicki kościół parafialny w Krotoszynie, w województwie wielkopolskim. Należy do dekanatu Krotoszyn diecezji kaliskiej.

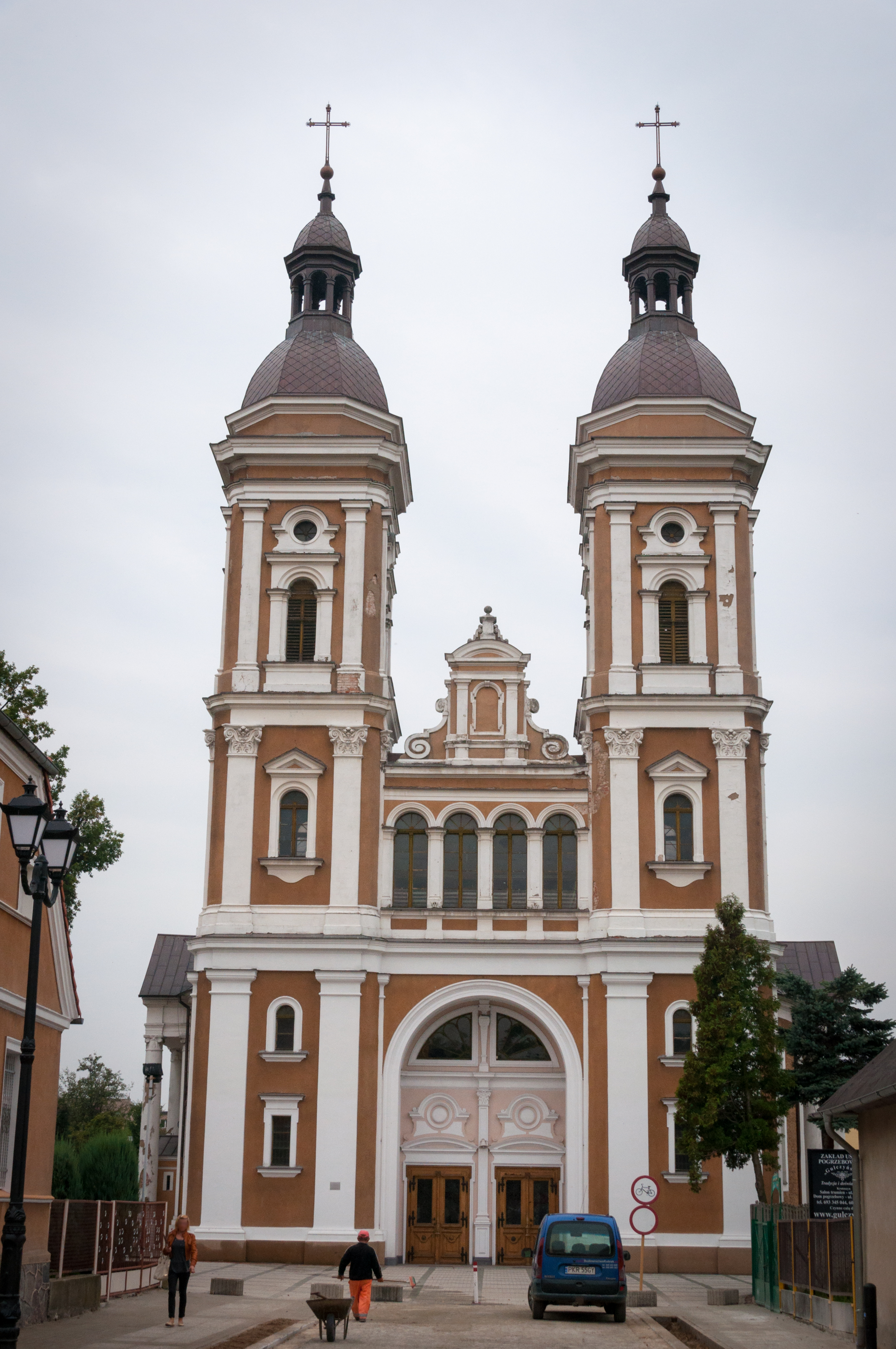
Kościół św. Andrzeja Boboli w Krotoszynie

## Historia i wyposażenie
Świątynia została wzniesiona w latach 1789-1790 dla miejscowej gminy luterańskiej na wzór kościoła ewangelicko-augsburskiego Św. Trójcy w Warszawie. Jest zbudowana na planie walca, nakryta kopułą, która dawniej była zwieńczona tzw. latarnią. Wokół świątyni są umieszczone rotundowe portyki. W 1885 zostały dobudowane dwie wieże i została zmieniona forma głównego portyku. Wewnątrz są umieszczone 19-głosowe organy z 1874. Pierwsze dzwony zostały odlane jeszcze w 1818. Obecne zostały wykonane w 1984 roku.
W okresie II Rzeczypospolitej kościół był we władaniu parafii należącej do superintendentury Bojanowo-Krotoszyn Ewangelickiego Kościoła Unijnego. W 1937 parafia ewangelicka liczyła 1137 wiernych.
W 1945 kościół został przejęty przez kościół rzymskokatolicki i zostało mu nadane wezwanie Św. Andrzeja Boboli.